# Coenosia alaskensis
Coenosia alaskensis är en tvåvingeart som beskrevs av Huckett 1965. Coenosia alaskensis ingår i släktet Coenosia och familjen husflugor. Inga underarter finns listade i Catalogue of Life.